# Crisi constitucional del Pakistan de 2022
El 3 d'abril de 2022 es va produir una crisi política i constitucional al Pakistan quan el vicepresident de l'Assemblea Nacional, Qasim Khan Suri, va desestimar una moció de censura contra el primer ministre, Imran Khan, durant una sessió en la qual s'esperava que se sotmetés a votació. Moments després, el president va dissoldre l'Assemblea Nacional després que el primer ministre Khan ho sol·licités per tal que es celebressin les eleccions anticipades. Això va crear una crisi constitucional, ja que, efectivament, Imran Khan va donar un cop constitucional per a mantenir-se en el poder.
Quatre dies després, el Tribunal Suprem del Pakistan va sentenciar, en resposta d'un recurs de l'oposició, que la retirada de la moció de censura i la dissolució de l'Assemblea van ser mesures inconstitucionals. L'endemà, Khan va declarar: «M'ha decebut la decisió del Tribunal Suprem, però vull deixar clar que respecto el Tribunal Suprem i el poder judicial del Pakistan». També va reiterar que era víctima d'un complot estatunidenc per forçar un canvi de règim.